# Alt Bukow
Alt Bukow är en kommun och ort i Landkreis Rostock i förbundslandet Mecklenburg-Vorpommern i Tyskland.
Kommunen ingår i kommunalförbundet Amt Neubukow-Salzhaff tillsammans med kommunerna Am Salzhaff, Bastorf, Biendorf, Carinerland och Rerik.